# Joel El-Qalqili
Joel El-Qalqili (* 21. Juni 1984 in Berlin) ist ein ehemaliger deutscher Ruderer. Er gewann je zweimal den Weltmeisterschaftstitel in der U23-Altersklasse im Leichtgewichts-Vierer ohne Steuermann und die deutschen Meisterschaften im Leichtgewichts-Zweier ohne Steuermann.

## Karriere
Joel El-Qalqili begann seine Ruderkarriere mit einer Bronzemedaille im Doppelzweier auf der Jugendmeisterschaft 2000. Im Jahr 2001 erlernte El-Qalqili das Riemenrudern, unter anderem durch seinen Cousin Jan Herzog und seinen Bruder Iradj El-Qalqili. Im Jahr 2002 konnte El-Qalqili Deutscher Jugendmeister im Achter werden und gewann eine Bronzemedaille im Vierer ohne Steuermann. Als Schlagmann des deutschen Junioren-Achters belegte er Platz 4 bei den U19-Jahrgangsweltmeisterschaften 2002. Im Jahr 2003 wechselte El-Qalqili ins Leichtgewichtslager und wurde deutscher U23-Meister im leichten Achter sowie Vize-Meister im leichten U23-Vierer ohne Steuermann|Vierer-ohne. Im Jahr 2004 trainierte El-Qalqili in Hamburg unter Rita Hendes. Er gewann die U23-Nachwuchstitel im leichten Vierer und Achter und gewann im leichten Vierer den U23-Weltmeistertitel. El-Qalqili wiederholte 2005 sportlich das vorangegangene Jahr und wurde zweimal deutscher U23-Meister sowie erneut U23-Weltmeister im leichten Vierer.
Mit seinem langjährigen Partner Ole Rückbrodt begann El-Qalqili das Jahr 2006 in guter Form, indem er bei den Ausscheidungsrennen des Deutschen Ruderverbandes einen zweiten Platz im Zweier belegte. Bei den Weltmeisterschaften 2006 der offenen Altersklasse konnte er sich für den olympischen leichten Vierer-ohne qualifizieren. Die Mannschaft mit El-Qalqili verpasste allerdings das Finale und erreichte Platz 7. Im Folgejahr rutschte El-Qalqili aus der Top-Mannschaft heraus, konnte aber als Schlagmann mit dem nicht-olympischen leichten Achter die WM-Silbermedaille in München hinter der niederländischen Auswahl gewinnen. Er bemühte sich danach um die Qualifikation für die Olympischen Spiele 2008, die ihm aber nicht gelang.

## Biographie
Er fand durch Freunde zum Rudern beim Potsdamer Ruder-Club Germania. Sein Cousin ist der Ruderer Jan Herzog. Seine Mutter ist eine geborene von Quernheim aus Berlin, sein Vater Musa El-Qalqili stammt aus Qalqiliya aus dem Westjordanland in den Palästinensischen Autonomiegebieten. El-Qalqili absolvierte das Abitur an einem Berliner Gymnasium, und den Zivildienst als Spitzensportler. Von 2004 bis 2010 studierte er an der Bucerius Law School in Hamburg Rechtswissenschaften. Er arbeitete nach seiner Anwaltszulassung im Jahr 2014 zunächst in Frankfurt und Berlin, lebt und arbeitet zwischenzeitlich in Brandenburg an der Havel.
Neben seiner hauptberuflichen Tätigkeit veröffentlicht El-Qalqili sozialkritische und satirische Hörbücher.